# Hofmark Inzell

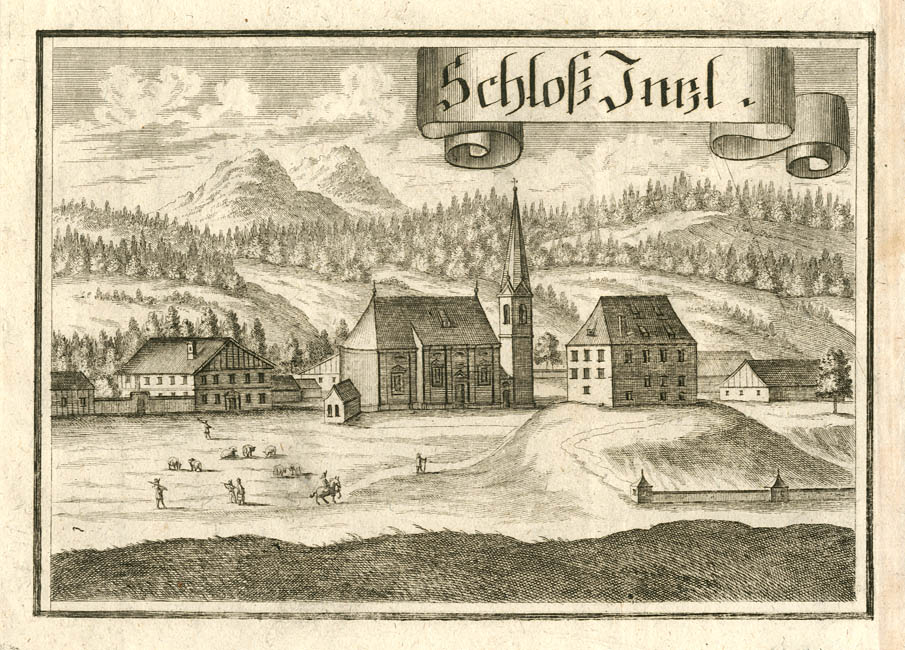
Michael Wening: Stich von „Schloß Intzl“ (um 1701)

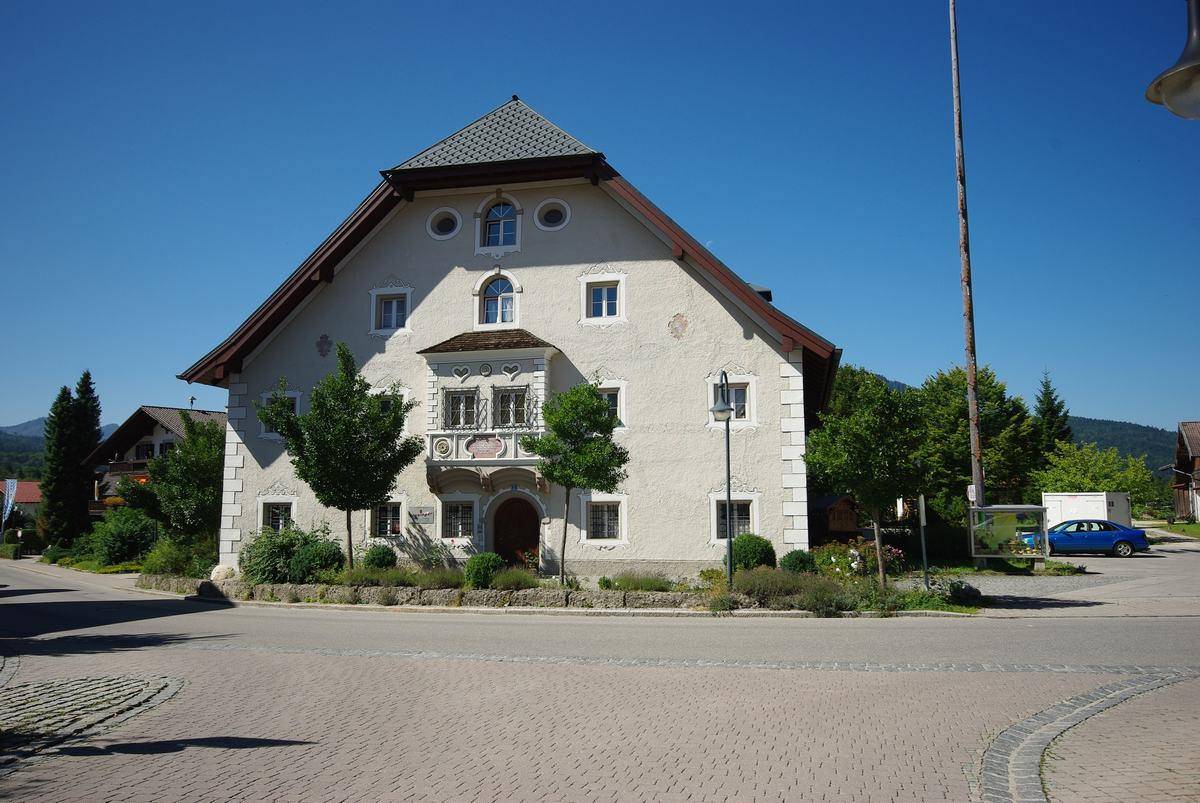
Hofmarksrichterhaus in der Schmelzer Straße 2 in Inzell, erbaut 1590

Die Hofmark Inzell war eine Hofmark mit Sitz in Inzell, heute eine Gemeinde im oberbayerischen Landkreis Traunstein.

## Geschichte
Graf Konrad von Peilstein übergab 1177 seine Besitzungen in Inzell an das Kloster St. Zeno bei Reichenhall. Daraus entstand die Klosterhofmark Inzell. Der Propst des Klosters war Hofmarksherr. Vermutlich im 14. Jahrhundert erlangte die Hofmark die Niedergerichtsbarkeit. 
Der Sitz der Hofmark, das Schloss Inzell, wurde nach der Säkularisation des Klosters 1802/03 im Jahr 1811 abgebrochen.